# Камоцци, Крис
Кри́стофер А́ллен Камо́цци (англ. Christopher Allen Camozzi; род. 20 ноября 1986, Аламида) — американский боец смешанного стиля и кикбоксер, представитель средней весовой категории. Выступает на профессиональном уровне начиная с 2006 года, известен по участию в турнирах бойцовских организаций UFC, Glory, ACB, MFC, Shark Fights и др. Участник 11 сезона бойцовского реалити-шоу The Ultimate Fighter.

## Биография
Крис Камоцци родился 20 ноября 1986 года в городе Аламида штата Калифорния. Во время учёбы в старшей школе занимался борьбой, играл в регби. Продолжил карьеру регбиста и в колледже, но в конечном счёте бросил учёбу и вернулся домой, где практиковал тайский бокс и бразильское джиу-джитсу. По совету своего тренера, в прошлом профессионального бойца, начал готовиться к выступлениям по ММА.

### Начало профессиональной карьеры
Дебютировал в смешанных единоборствах на профессиональном уровне в июле 2006 года, выиграв у своего соперника техническим нокаутом в первом же раунде. Дрался в небольших американских промоушенах — из всех поединков неизменно выходил победителем.
В 2008 году сотрудничал с крупной канадской организацией Maximum Fighting Championship, потерпел здесь первое поражение в профессиональной карьере — в третьем раунде поединка с Джесси Форбсом попался на рычаг локтя и вынужден был сдаться. При этом два других поединка в MFC выиграл по очкам.
В марте 2009 года в бою за титул чемпиона King of Champions в средней весовой категории встретился с Джесси Тейлором и уступил ему единогласным решением судей.

### The Ultimate Fighter
Имея в послужном списке 12 побед и только три поражения, в 2010 году Камоцци стал участником 11 сезона популярного бойцовского реалити-шоу The Ultimate Fighter. На предварительном этапе в тяжёлом трёхраундовом поединке решением судей он одолел Виктора О’Доннелла, однако оба бойца в этом противостоянии получили серьёзные повреждения: О’Доннеллу диагностировали несколько переломов орбитальной кости, тогда как Камоцци прошёл дальше с переломом челюсти. В итоге его последним выбрали в команду наставника Тито Ортиса.
Полученные Камоцци повреждения оказались несовместимы с дальнейшим участием в шоу, и в третьем эпизоде Дэйна Уайт сообщил бойцу, что тот снимается с TUF из-за травмы. Его место в команде занял Сет Бачински.

### Ultimate Fighting Championship
Несмотря на травму во время TUF, Крис Камоцци всё же получил возможность подписать контракт с крупнейшей бойцовской организацией мира Ultimate Fighting Championship и выступил на финальном турнире реалити-шоу в Лас-Вегасе, где выиграл по очкам у Джеймса Хаммортри.
В октябре 2010 года вышел в октагон против корейского новичка организации Ян Дон И и в достаточно равном противостоянии победил его раздельным судейским решением. Тем не менее, спустя несколько месяцев потерпел поражение сдачей от Кайла Ноука и на этом был уволен из UFC.

### Shark Fights
Покинув UFC, Камоцци перешёл в менее престижный промоушен Shark Fights, где в мае 2011 года встретился с Джоуи Вильясеньором. Изначально в их поединке была зафиксирована ничья, но позже Атлетическая комиссия штата Нью-Мексико обнаружила в карточке одного из судей ошибку, в результате чего Камоцци признали победителем раздельным решением судей.

### Возвращение в UFC
Уже в сентябре 2011 года Крис Камоцци подписал новый контракт с UFC, а в октябре состоялось его возвращение в октагон — в поединке с французским новичком промоушена Франсисом Кармоном он уступил единогласным решением судей.
В дальнейшем сделал серию из четырёх побед подряд, взяв верх над такими бойцами как Дастин Джейкоби, Ник Катоне, Луис Кане и Ник Ринг, однако затем последовали четыре поражения подряд — его одолели Роналду Соуза, Лоренз Ларкин, Бруну Сантус и Рафаэл Натал. После этих четырёх поражений Камоцци вновь уволили из организации.

### Третий приход в UFC
В 2014—2015 годах, выступая в небольшом колорадском промоушене Prize FC, Камоцци завоевал и защитил титул чемпиона в среднем весе. Эти победы привлекли внимание руководства UFC — бойца на коротком уведомлении попросили заменить травмировавшегося Йоэля Ромеро в бою с Роналду Соузой. Камоцци не удалось взять у Соузы реванш, он сдался в первом раунде в результате успешно проведённого рычага локтя.
Несмотря на поражение, Камоцци остался в ростере бойцов UFC и оправдал возложенные на него надежды — им были побеждены Том Уотсон, Джо Риггс и Витор Миранда, причём в бою с Риггсом он заработал бонус за лучшее выступление вечера.
В августе 2016 года в поединке с Талесом Лейтесом сдался в третьем раунде, попавшись в удушающий приём сзади.
В ноябре 2016 года вышел в клетку против австралийского дзюдоиста Дэниела Келли и по окончании трёх раундов уступил ему единогласным решением судей.
Последний раз дрался в октагоне UFC в мае 2017 года, проиграв единогласным решением Тревору Смиту. Спустя несколько дней он сообщил в Twitter, что его контракт с UFC истёк, и теперь он является свободным агентом.

### Glory
Расставшись с UFC, Камоции решил попробовать себя в профессиональном кикбоксинге и провёл два боя в крупнейшей кикбоксерской организации Glory. Первый бой выиграл техническим нокаутом, во втором проиграл единогласным решением.

### Absolute Championship Berkut
Продолжать карьеру в ММА Камоцци решил в крупной российской организации Absolute Championship Berkut, где на июнь 2018 года у него планировался бой против бразильца Тиагу Силвы. Однако у Силвы возникли проблемы с получением австралийской визы, и буквально за два дня до начала турнира бой пришлось отменить.

## Статистика в профессиональном ММА
| Боёв 37  | Побед 24 | Поражений 13 |
| -------- | -------- | ------------ |
| Нокаутом | 7        | 0            |
| Сдачей   | 7        | 6            |
| Решением | 10       | 7            |

| Результат | Рекорд | Соперник          | Способ                                 | Турнир                                    | Дата             | Раунд | Время | Место                    | Примечание                                              |
| --------- | ------ | ----------------- | -------------------------------------- | ----------------------------------------- | ---------------- | ----- | ----- | ------------------------ | ------------------------------------------------------- |
| Поражение | 24-13  | Тревор Смит       | Единогласное решение                   | UFC Fight Night: Gustafsson vs. Teixeira  | 28 мая 2017      | 3     | 5:00  | Стокгольм, Швеция        |                                                         |
| Поражение | 24-12  | Дэниел Келли      | Единогласное решение                   | UFC Fight Night: Whittaker vs. Brunson    | 27 ноября 2016   | 3     | 5:00  | Мельбурн, Австралия      |                                                         |
| Поражение | 24-11  | Талес Лейтес      | Сдача (удушение сзади)                 | UFC Fight Night: Rodríguez vs. Caceres    | 6 августа 2016   | 3     | 2:58  | Солт-Лейк-Сити, США      |                                                         |
| Победа    | 24-10  | Витор Миранда     | Единогласное решение                   | UFC Fight Night: Almeida vs. Garbrandt    | 29 мая 2016      | 3     | 5:00  | Лас-Вегас, США           |                                                         |
| Победа    | 23-10  | Джо Риггс         | TKO (удары коленями)                   | UFC Fight Night: Cowboy vs. Cowboy        | 21 февраля 2016  | 1     | 0:26  | Питтсбург, США           | Выступление вечера.                                     |
| Победа    | 22-10  | Том Уотсон        | Единогласное решение                   | UFC Fight Night: Teixeira vs. Saint Preux | 8 августа 2015   | 3     | 5:00  | Нашвилл, США             | С Уотсона сняли одно очко за удары в пах.               |
| Поражение | 21-10  | Роналду Соуза     | Сдача (рычаг локтя)                    | UFC on Fox: Machida vs. Rockhold          | 18 апреля 2015   | 1     | 2:33  | Ньюарк, США              |                                                         |
| Победа    | 21-9   | Уэс Суоффорд      | TKO (удар ногой)                       | Prize FC 8                                | 6 марта 2015     | 1     | 1:25  | Денвер, США              | Защитил титул чемпиона Prize FC в среднем весе.         |
| Победа    | 20-9   | Джереми Кимболл   | Сдача (удушение сзади)                 | Prize FC 7: Rock N' Rumble                | 21 ноября 2014   | 1     | 3:33  | Денвер, США              | Выиграл титул чемпиона Prize FC в среднем весе.         |
| Поражение | 19-9   | Рафаэл Натал      | Раздельное решение                     | UFC Fight Night: Jacare vs. Mousasi       | 5 сентября 2014  | 3     | 5:00  | Машантакет, США          |                                                         |
| Поражение | 19-8   | Бруну Сантус      | Раздельное решение                     | UFC 175                                   | 5 июля 2014      | 3     | 5:00  | Лас-Вегас, США           |                                                         |
| Поражение | 19-7   | Лоренз Ларкин     | Единогласное решение                   | UFC: Fight for the Troops 3               | 6 ноября 2013    | 3     | 5:00  | Форт-Кемпбелл, США       |                                                         |
| Поражение | 19-6   | Роналду Соуза     | Техническая сдача (треугольник руками) | UFC on FX: Belfort vs. Rockhold           | 18 мая 2013      | 1     | 3:37  | Жарагуа-ду-Сул, Бразилия |                                                         |
| Победа    | 19-5   | Ник Ринг          | Раздельное решение                     | UFC 158                                   | 16 марта 2013    | 3     | 5:00  | Монреаль, Канада         |                                                         |
| Победа    | 18-5   | Луис Кане         | Единогласное решение                   | UFC 153                                   | 13 октября 2012  | 3     | 5:00  | Рио-де-Жанейро, Бразилия |                                                         |
| Победа    | 17-5   | Ник Катоне        | TKO (остановлен врачом)                | UFC on FX: Maynard vs. Guida              | 22 июня 2012     | 3     | 1:51  | Атлантик-Сити, США       |                                                         |
| Победа    | 16-5   | Дастин Джейкоби   | Сдача (гильотина)                      | UFC on Fox: Evans vs. Davis               | 28 января 2012   | 3     | 1:08  | Чикаго, США              |                                                         |
| Поражение | 15-5   | Франсис Кармон    | Единогласное решение                   | UFC 137                                   | 29 октября 2011  | 3     | 5:00  | Лас-Вегас, США           |                                                         |
| Победа    | 15-4   | Джоуи Вильясеньор | Раздельное решение                     | Shark Fights 15: Villaseñor vs Camozzi    | 27 мая 2011      | 3     | 5:00  | Рио-Ранчо, США           | Изначально ошибочно была зафиксирована ничья.           |
| Поражение | 14-4   | Кайл Ноук         | Сдача (удушение сзади)                 | UFC 127                                   | 27 февраля 2011  | 1     | 1:35  | Сидней, Австралия        |                                                         |
| Победа    | 14-3   | Ян Дон И          | Раздельное решение                     | UFC 121                                   | 23 октября 2010  | 3     | 5:00  | Анахайм, США             |                                                         |
| Победа    | 13-3   | Джеймс Хаммортри  | Единогласное решение                   | The Ultimate Fighter 11 Finale            | 19 июня 2010     | 3     | 5:00  | Лас-Вегас, США           |                                                         |
| Победа    | 12-3   | Чед Рейнер        | Сдача (анаконда)                       | King of Champions: Rage                   | 14 ноября 2009   | 2     | 4:55  | Денвер, США              |                                                         |
| Победа    | 11-3   | Дарин Брудиган    | Сдача (треугольник)                    | VFC 27: Mayhem                            | 1 мая 2009       | 1     | 4:34  | Каунсил-Блафс, США       |                                                         |
| Поражение | 10-3   | Джесси Тейлор     | Единогласное решение                   | King of Champions: Shockwave 2009         | 28 марта 2009    | 3     | 5:00  | Денвер, США              | Бой за титул чемпиона King of Champions в среднем весе. |
| Победа    | 10-2   | Виктор Морено     | Сдача (гильотина)                      | MTXAFN 2: Evolution                       | 9 января 2009    | 2     | 0:31  | Лас-Вегас, США           |                                                         |
| Победа    | 9-2    | Эллиот Дафф       | Единогласное решение                   | MFC 18: Famous                            | 26 сентября 2008 | 3     | 5:00  | Эдмонтон, Канада         |                                                         |
| Поражение | 8-2    | Ник Россборо      | Сдача (треугольник)                    | Premier Championship Fighting 3           | 21 июня 2008     | 3     | 2:46  | Лонгмонт, США            |                                                         |
| Победа    | 8-1    | Дуэйн Льюис       | Единогласное решение                   | MFC 16: Anger Management                  | 9 мая 2008       | 3     | 5:00  | Эдмонтон, Канада         |                                                         |
| Поражение | 7-1    | Джесси Форбс      | Сдача (рычаг локтя)                    | MFC 15: Rags to Riches                    | 22 февраля 2008  | 3     | 1:45  | Эдмонтон, Канада         |                                                         |
| Победа    | 7-0    | Донни Лайлз       | TKO (уары руками)                      | Elite Fighting Extreme 1                  | 10 ноября 2007   | 1     | 4:58  | Денвер, США              |                                                         |
| Победа    | 6-0    | Тони Баркер       | TKO (удары руками)                     | RMBB & PCF 1                              | 16 октября 2007  | 2     | 2:22  | Денвер, США              |                                                         |
| Победа    | 5-0    | Аарон Трукселл    | Сдача (удушение сзади)                 | Tap or Snap                               | 18 августа 2007  | 1     | 1:45  | Касл-Рок, США            |                                                         |
| Победа    | 4-0    | Спенсер Хукер     | Раздельное решение                     | Kickdown Classic 37                       | 12 мая 2007      | 3     | 5:00  | Ловеланд, США            |                                                         |
| Победа    | 3-0    | Joe Serna         | Сдача (травма колена)                  | RMBB: Nuclear Assault                     | 17 марта 2007    | 2     | 0:50  | Шеридан, США             |                                                         |
| Победа    | 2-0    | Гери Борум        | TKO (удары руками)                     | Kickdown Classic 35                       | 2 марта 2007     | 1     | 3:19  | Денвер, США              |                                                         |
| Победа    | 1-0    | Деймон Кларк      | TKO (удары руками)                     | Kickdown Classic 27                       | 15 июля 2006     | 1     | 3:03  | Денвер, США              |                                                         |